# 시미즈코엔역
시미즈코엔역(일본어: 清水公園駅)은 일본 지바현 노다시에 있는 철도역이다.

## 타는 곳
입체화 공사가 진행 중이다.
| 번선 | 노선                | 방향 | 행선                              |
| ---- | ------------------- | ---- | --------------------------------- |
| 1    | 도부 어반 파크 라인 |      | 사용 중지                         |
| 2    | 도부 어반 파크 라인 | 상행 | 가스카베 · 이와쓰키 · 오미야 방면 |
| 3    | 도부 어반 파크 라인 | 하행 | 노다시 · 가시와 · 후나바시 방면   |

## 역사
- 1929년 9월 1일: 영업 개시.
- 2007년 3월 12일: 개찰을 지하로 이전.
- 2015년 5월 24일: 1번 승강장 사용 중지.

## 사진

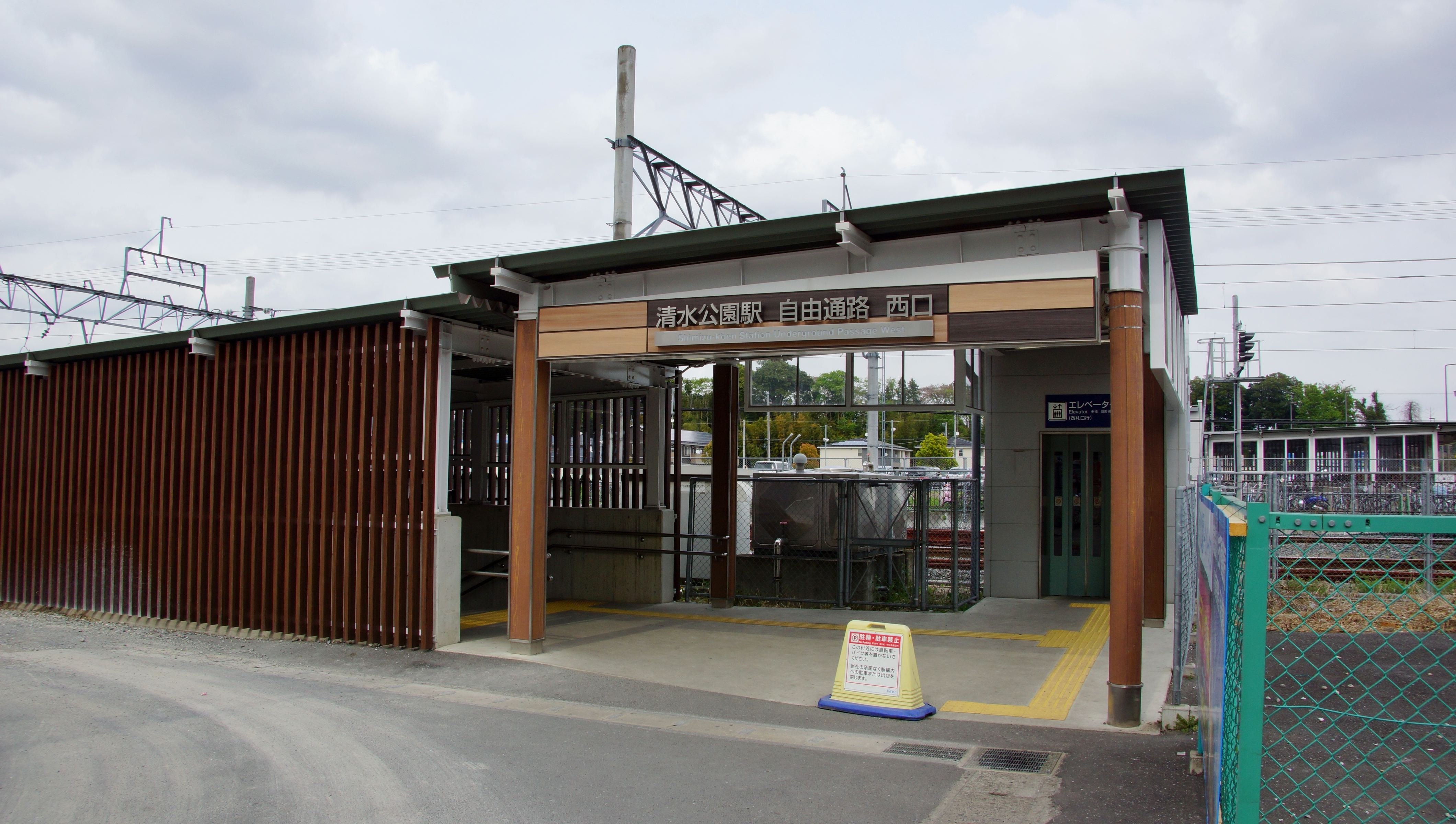
서쪽 출입구 모습(2016년 4월 16일)
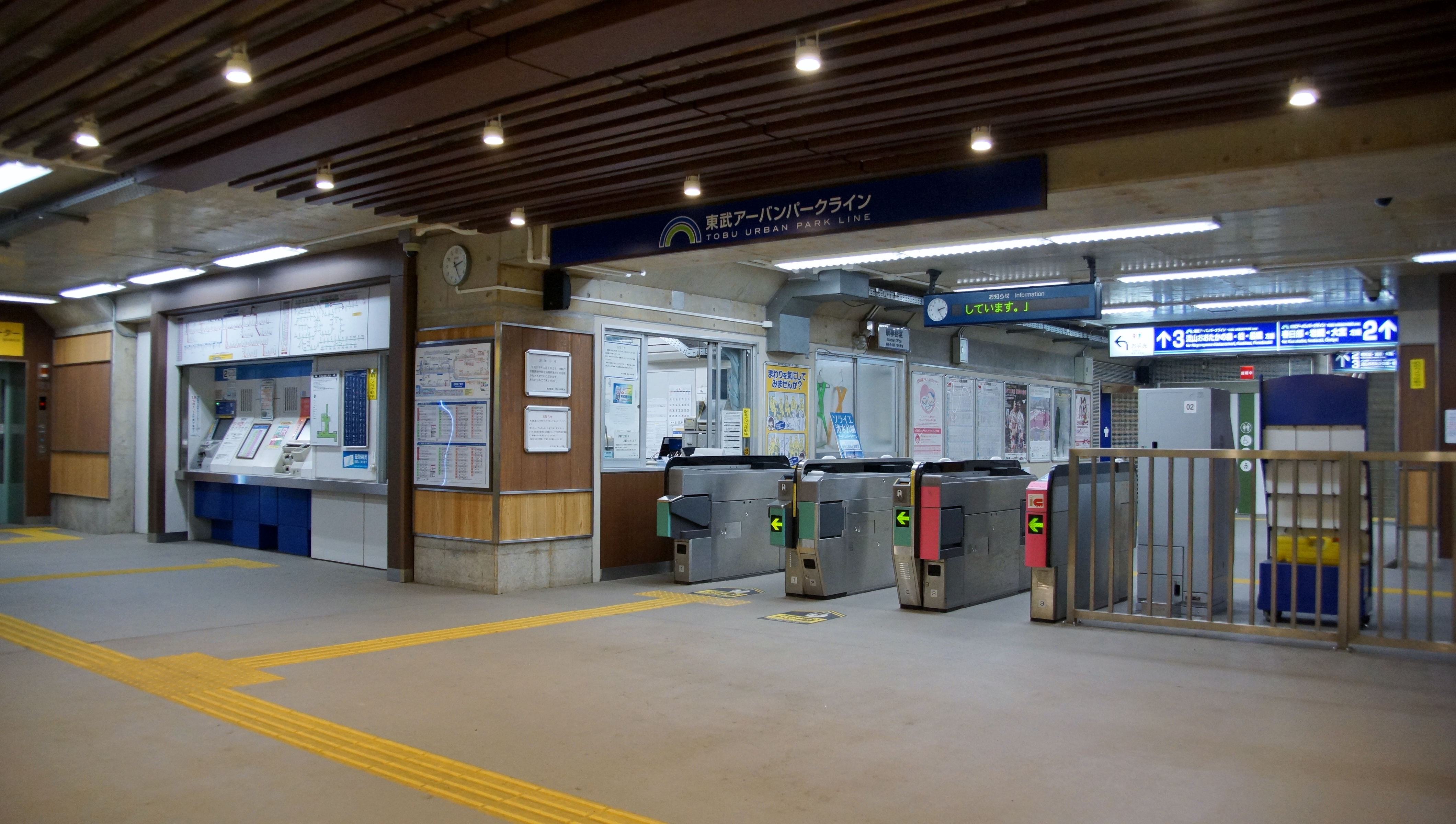
개찰 모습(2016년 4월 16일)

## 인접역
| 도부 철도 노다 선            | 도부 철도 노다 선 | 도부 철도 노다 선        |
| ---------------------------- | ----------------- | ------------------------ |
| TD 14 나나코다이 오미야 방면 |                   | 아타고 TD 16 가시와 방면 |